# Древнесредиземноморское подцарство
Древнесредиземноморское подцарство — часть Голарктики во флористическом районировании в биогеографии и экологии. Охватывает огромную территорию — так называемую Макаронезию (несколько архипелагов в Атлантическом океане), европейское Средиземноморье, Переднюю и Среднюю Азию, и доходит до Монголии на востоке. Растительный покров этой зоны разнообразен — от влажных вечнозелёных лесов (Макаронезия) до пустынных формаций (Центральная Азия). История развития этого региона и его отдельных областей обладает общими чертами. Флора его развивалась на побережьях огромного древнего океана, Тетиса. Большинство растений здесь — восточного происхождения. Ареалы многих из них передвинулись на запад. Выходцы из тропической флоры играют заметную роль в её составе, особенно в Макаронезии и Сахаро-Аравийской области (семейство лавровых и пальмы).
В состав подцарства входят:
- Макаронезийская область
- Сахаро-Аравийская область
- Ирано-Туранская область
- Средиземноморская область